# Fabiola Mora y Aragón
Fabiola de Mora y Aragón (Fabiola Fernanda María de las Victorias Antonia Adelaida de Mora y Aragón) (Madrid 11 de juny de 1928 - Brussel·les 5 de desembre de 2014) va ser una aristòcrata espanyola que va esdevenir per casament reina dels belgues l'any 1960, any en què es casà amb el rei Balduí de Bèlgica. Arran de la mort del seu marit ostentà el títol de Reina Fabiola de Bèlgica cedint el de reina dels belgues a la seva cunyada.
Nascuda a Madrid l'any 1928, era la filla del marquès de Casa Riera i comte de Mora, Gonzalo Mora Fernández Riera del Olmo i de Blanca de Aragón y Carrillo de Albornoz. La seva padrina de bateig fou la reina Victòria Eugènia de Battenberg.
Abans de maridar-se publicà un àlbum de 12 contes ("Los Doce Cuentos maravillosos"). També exercí d'infermera i fou una coneguda voluntària de causes socials a Madrid.
L'any 1960 conegué Balduí de Bèlgica en una cerimònia al Palau Reial de Brussel·les mentre acompanyava com a dama d'honor la infanta Pilar d'Espanya. La parella es casà el 15 de desembre de 1960. Balduí era fill del rei Leopold III de Bèlgica i de la princesa Àstrid de Suècia. Fabiola era molt ben connectada amb la família del dictador militar Francisco Franco. La seva esposa, Carmen Polo, va insistir a transmetre personalment l'obsequi del govern espanyol en presència de l'esposa de Fernando María Castiella, una altra personalitat controvertida del règim. Aquesta amistat, que va durar fins a la mort del dictador, va contribuir a fer-lo presentable al nivell internacional, tot i que va desconcertar l'aleshores primer ministre belga. El 2012, de Mora y Aragón va refusar d'obrir la seva correspondència amb Franco a la historiadora Anne Morelli.
La parella no tingué descendència tot i que la reina tingué nombrosos embarassos que tots acabaren en avortaments naturals. Aquest fet afectà profundament als reis que esdevingueren en certa forma protectors del príncep i nebot seu Felip de Bèlgica.
El rei morí l'any 1993 a Motril durant unes vacances, i va ser succeït pel seu germà petit, el príncep de Lieja, Albert II de Bèlgica.

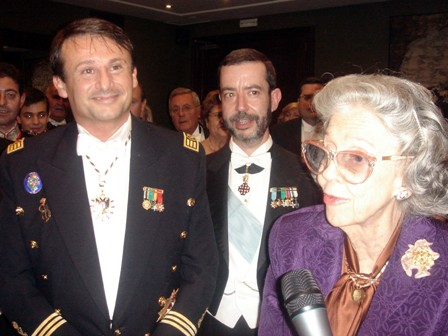
La Reina Fabiola durant la seva visita al Círculo Ecuestre de Barcelona el 2007 amb el Cavaller Jacques Beruck

## Honors
Dam Gran Creu de l'orde Eqüestre del Sant Sepulcre de Jerusalem
 Dam Gran Cordó de l'orde de Leopold
 Dam Gran Creu de l'orde d'Isabel la Catòlica (22/11/1960)
 Pro Ecclesia et Pontifice (08/06/1961)
 Medalla Commemorativa del 2.500 Aniversari de la fundació de l'Imperi Persa (14/10/1971)
 Dama Gran Creu de l'orde de Crist (24/08/1982)
 Dama del Solar de Tejada (03/10/2009)
 Dama del Reial Estament Militar del Principat de Girona